# Strömstadspartiet
Strömstadspartiet var ett obundet lokalt politiskt parti i Strömstads kommun. Då Strömstad är en turistort och den största skatteintäkten kommer från gränshandeln med Norge var partiets huvudmålsättning att företräda lokalbornas intressen. Arbetet skulle präglas av lyhördhet inför kommuninnevånarnas behov och önskemål. Partiordföranden hette Sven Moosberg. Det nystartade Strömstadspartiet fick i kommunalvalet 2006 28,9 % av rösterna och blev därmed det största partiet i kommunen. Partiet las ned år 2014.

## Valresultat
| År   | Antal röster | Andel röster | Antal mandat |
| ---- | ------------ | ------------ | ------------ |
| 2006 | 1 791        | 28,9 %       | 11 (av 39)   |